# Kaplanovo
Kaplanovo is een plaats in Slovenië en maakt deel uit van de gemeente Velike Lašče in de NUTS-3-regio Osrednjeslovenska. De plaats telde 25 inwoners op 1 januari 2020.
Adamovo · Bane · Bavdek · Borovec pri Karlovici · Boštetje · Brankovo · Brlog · Bukovec · Centa · Četež pri Turjaku · Dednik · Dolenje Kališče · Dolnje Retje · Dolščaki · Dvorska vas · Gorenje Kališče · Gornje Retje · Gradež · Gradišče · Grm · Hlebče · Hrustovo · Jakičevo · Javorje · Kaplanovo · Karlovica · Knej · Kot pri Veliki Slevici · Krkovo pri Karlovici · Krvava Peč · Kukmaka · Laporje · Laze · Logarji · Lužarji · Mački · Mala Slevica · Male Lašče · Mali Ločnik · Mali Osolnik · Marinčki · Medvedjek · Mohorje · Naredi · Opalkovo · Osredek · Pečki · Plosovo · Podhojni Hrib · Podkogelj · Podkraj · Podlog · Podsmreka pri Velikih Laščah · Podstrmec · Podulaka · Podžaga · Polzelo · Poznikovo · Prazniki · Prhajevo · Prilesje · Purkače · Pušče · Rašica · Rob · Rupe · Sekirišče · Selo pri Robu · Sloka Gora · Srnjak · Srobotnik pri Velikih Laščah · Stope · Strletje · Strmec · Ščurki · Škamevec · Škrlovica · Tomažini · Turjak · Ulaka · Uzmani · Velika Slevica · Velike Lašče · Veliki Ločnik · Veliki Osolnik · Vrh · Zgonče · Žaga